# Digital Equipment Corporation 4000 AXP
Digital Equipment Corporation 4000 AXP (4000 AXP) је професионални рачунар, производ фирме Digital Equipment Corporation који је почео да се израђује у Сједињеним Америчким Државама током 1992. године.
Користио је 1 или 2 DECchip 21064 (64 битни load/store) RISC Alpha архитектура, супер-скаларна, 3,3V 0.75 микрометарски CMOS као централни микропроцесор а RAM меморија рачунара 4000 AXP је имала капацитет до 2 GB. 
Као оперативни систем кориштен је OpenVMS AXP или DEC OSF/1 AXP.

## Детаљни подаци
Детаљнији подаци о рачунару 4000 AXP су дати у табели испод.
|                       |                                                                              |
| [ 1 ]                 |                                                                              |
| Произвођач            |                                                                              |
| Тип                   | професионални рачунар                                                        |
| Меморија              | Све до 2 GB                                                                  |
| Поријекло             | Сједињене Америчке Државе                                                    |
| Година                | 1992                                                                         |
| Тастатура             | VT-100 компатибилан серијски видео терминал                                  |
| Процесор              | 1 или 2 21064 (64 битни архитектура, супер-скаларна, 3,3V 0.75 микрометарски |
| Фреквенција процесора | 190                                                                          |
| RAM                   | Све до 2 GB                                                                  |
| ROM                   | непознато                                                                    |
| Текст                 | терминал                                                                     |
| Графика               | нема                                                                         |
| Боја                  | нема                                                                         |
| Звук                  | нема                                                                         |
| Димензије             | 28 (ширина) x 28 (дубина) x 12 (висина)                                      |
| Портови               |                                                                              |
| Оперативни систем     |                                                                              |